# Sierra del Oribio

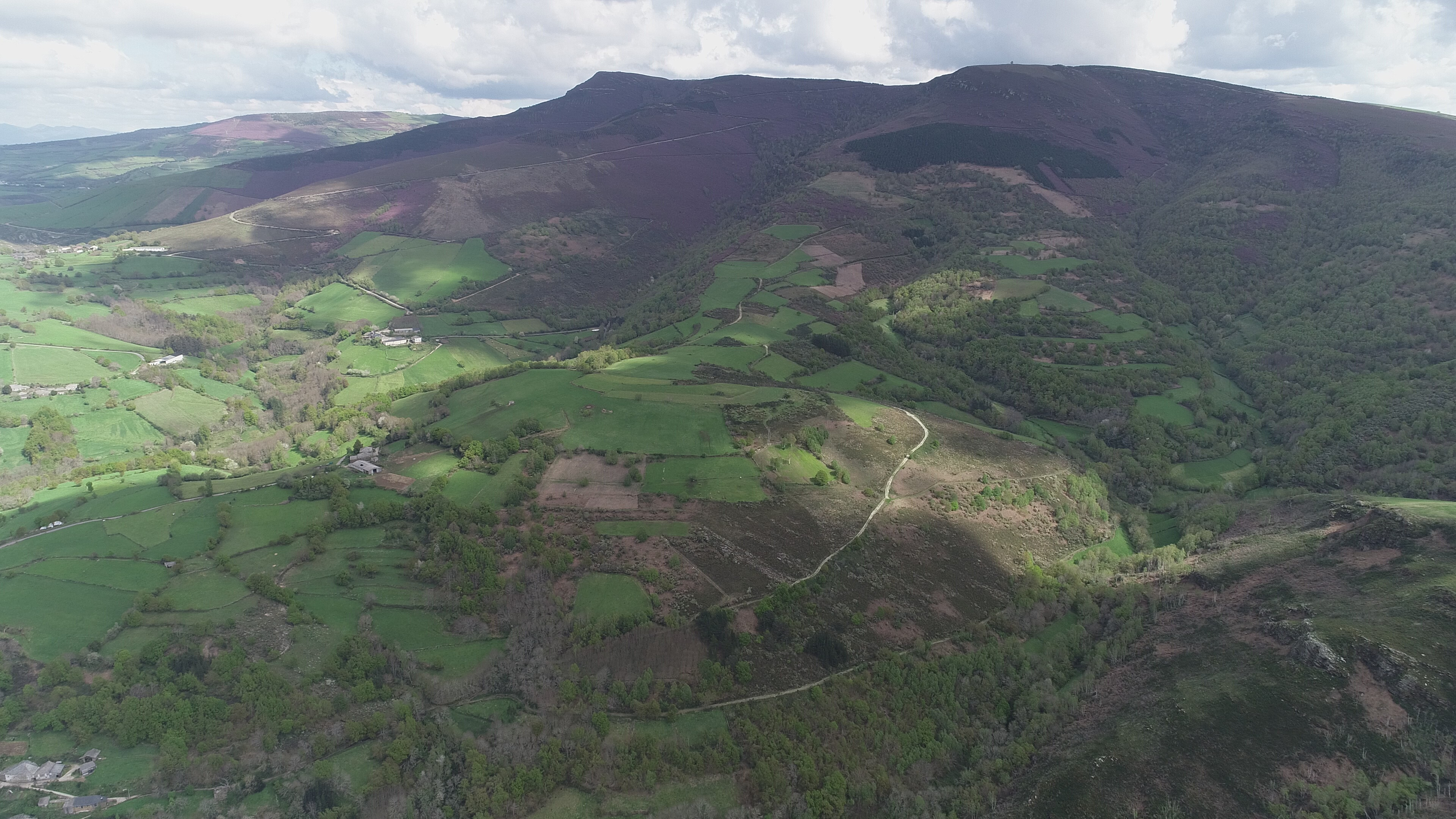
Pico Oribio y Alto de Torrentes

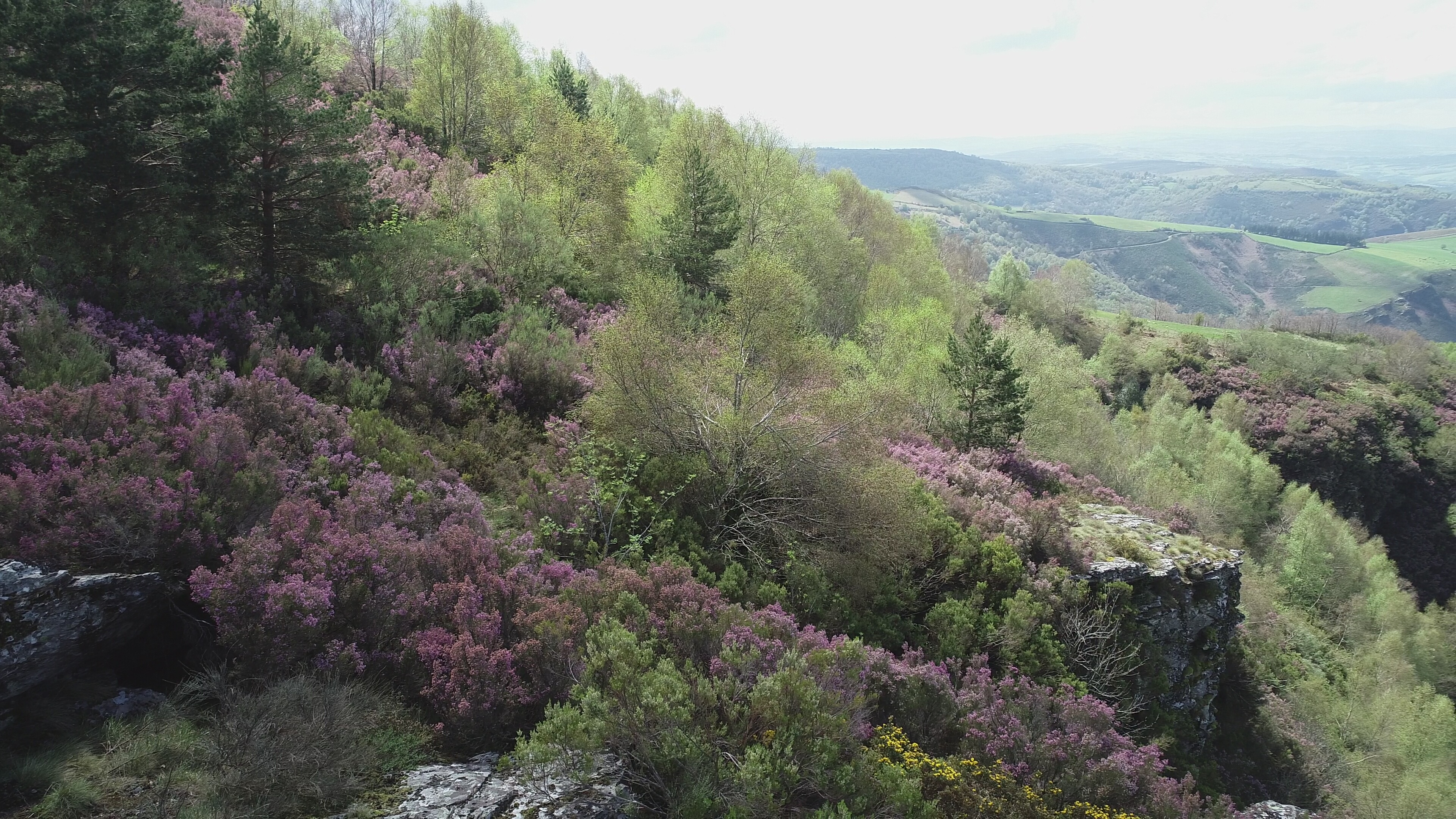
Paisaje y vegetación en la ladera oeste de la sierra

La sierra del Oribio (referida a veces también como Iribio o Airibio) es una de las sierras orientales de Galicia. Se extienden en dirección E-SO por tierras de los ayuntamientos de Samos y Triacastela. Está limitada al norte por el valle del Río Oribio (o Río Sarria) y al sur por el río Lóuzara. La sierra está conformada principalmente por lutitas. En la vertiente oeste nace el río Oribio (río Sarria, a partir del límite municipal de dicha localidad) y varios de sus afluentes y en la este, el Lóuzara. El punto de mayor elevación es el pico Oribio, con 1447 m s. n. m. En él se ubica un vértice de la red geodésica nacional de primer orden.
La sierra está catalogada como ZEC (zona especial de conservación) Os Ancares-Courel, Red Natura 2000, así como ZEPVN (zona de especial protección de los valores naturales), con «destacada riqueza en valores etnográficos y culturales». En el año 2019, la sierra fue propuesta de forma oficial como integrante de la candidatura conjunta Ribeira Sacra y las Sierras del Oribio y del Caurel para aspirar a la categoría de Reserva de la biosfera por la UNESCO. Tras un largo proceso de participación pública y una vez superado el trámite ante el Comité Español del Programa MaB (Man and the Biosphere), la UNESCO emitió un informe favorable en el que, además, felicitaba a los solicitantes de la candidatura conjunta por la "excelente" calidad del proyecto. El pronunciamiento final del comité el día 15 de septiembre de 2021 hace oficial la integración de este territorio en la Red Mundial de Reservas de la Biosfera.

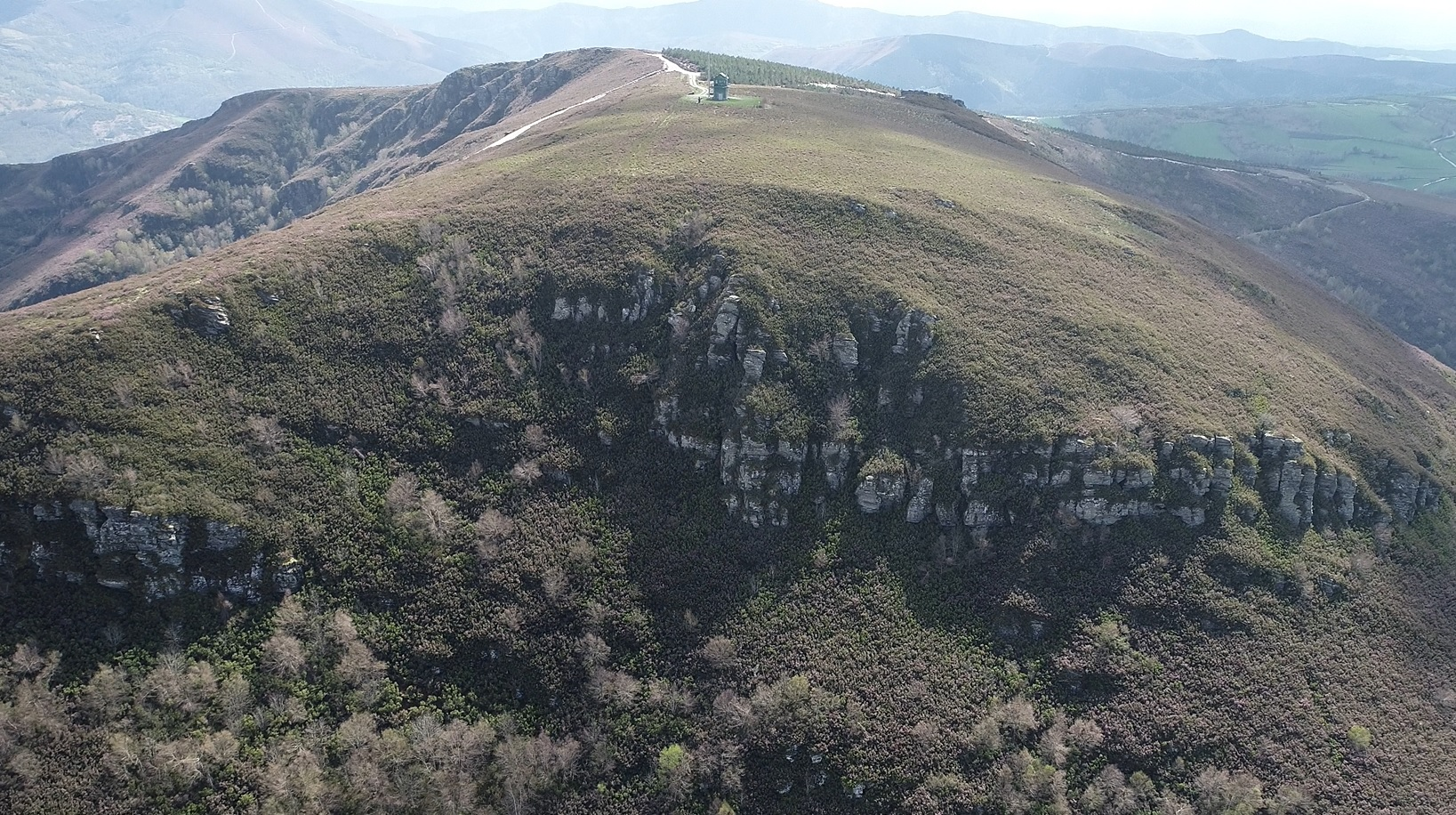
Alto de Torrentes (o del Polvoreiro), en la Sierra del Oribio (Samos, Lugo), en la que se ubica la torre de vigilancia forestal del Oribio.

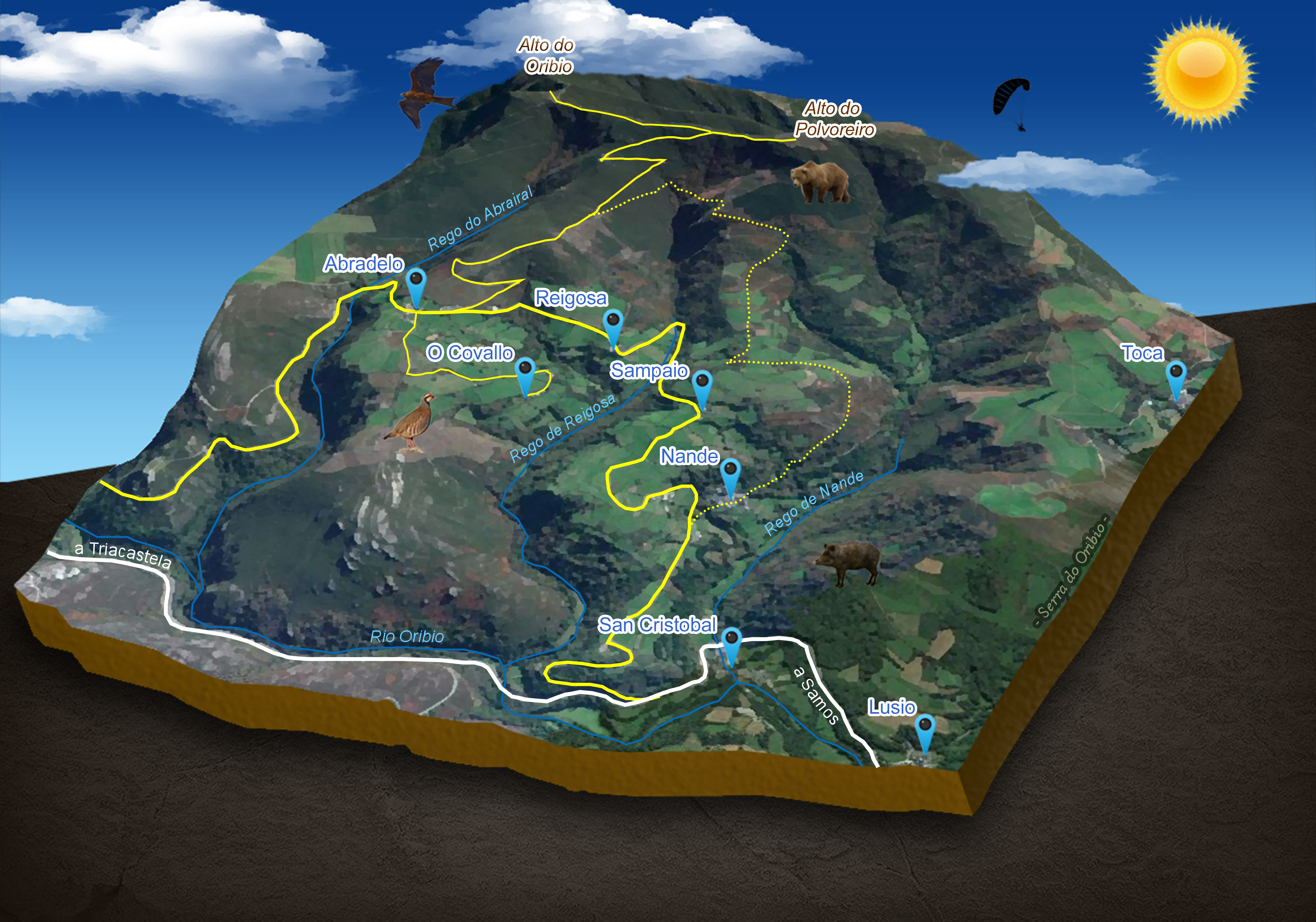
Infografía de la Sierra del Oribio

### Importancia histórica
La sierra del Oribio es atravesada por el antiguo camino real del Oribio, de origen prerromano, y que fue posteriormente bautizado por estos guerreros como camino de Castilla, nombre que mantuvo hasta que adoptó el actual a principios del siglo XX. Todavía se conservan vestigios de la primera etapa, como trechos empedrados marcados por el paso de los carros, portazgos o ventas del camino que, fuera de épocas de nieve, constituían la principal vía de acceso a Castilla desde Galicia.
La vía fue uno de los principales accesos utilizados por los romanos para llegar a la capital provincial desde Monforte de Lemos. Posteriormente se convirtió en vía comercial en el camino de los maragatos y en vía de correo. Su importancia como vía de comercio de víveres queda también manifiesta con la existencia de un nevero artificial, o pozo de la nieve de la época romana que permitía la conservación del hielo. Las referencias al Camino Real del Oribio constan en numerosos documentos guardados en el Monasterio de Samos y en el Pazo de Perros.

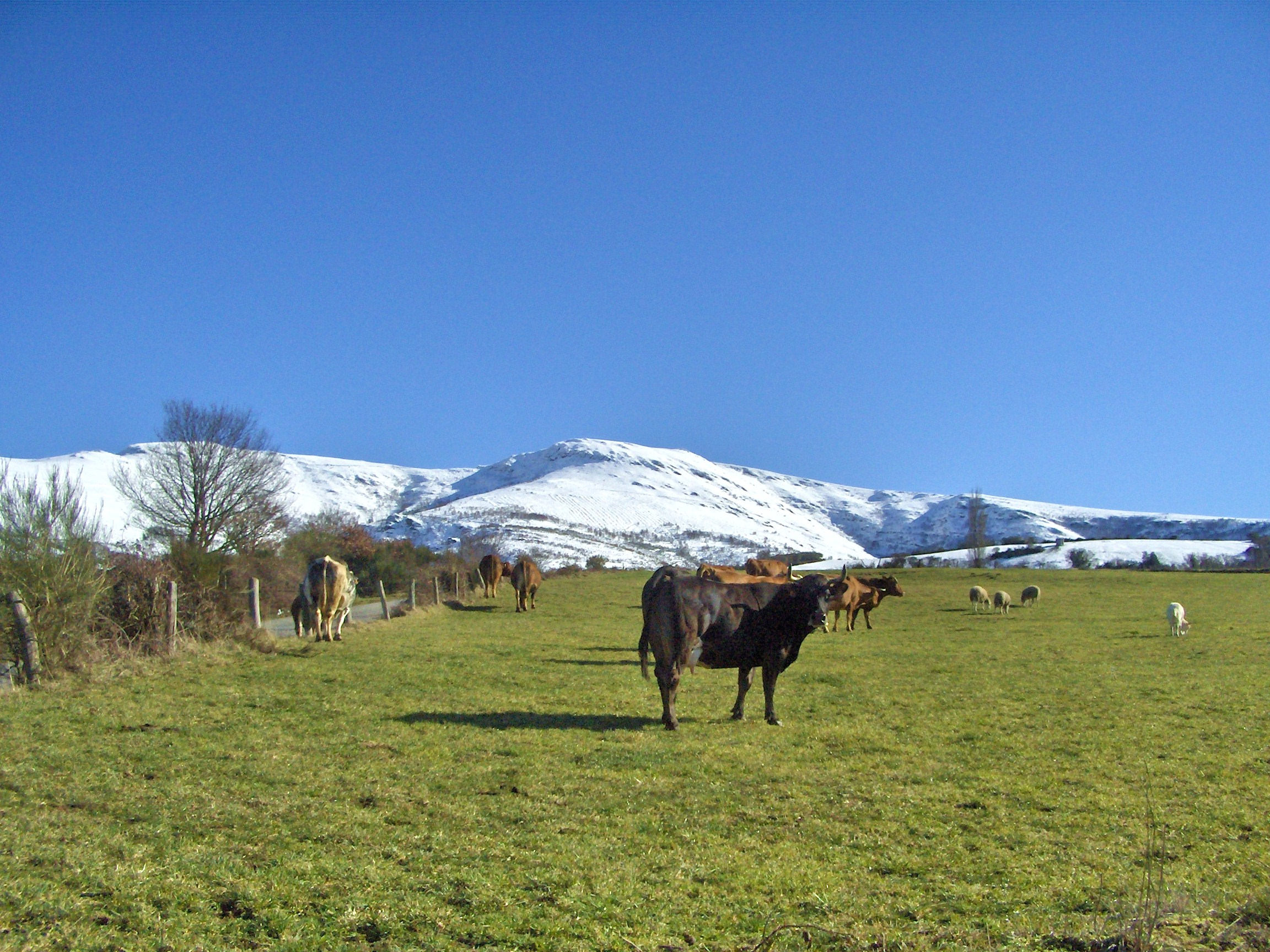
La Sierra del Oribio con nieve al fondo. La ganadería constituye una de las principales actividades de la zona (Foto: Nande, Samos, Lugo).

### Avifauna
Las cumbres de la sierra del Oribio no llegan a los 1500 m sobre el nivel del mar, pero caen hasta los 600 metros de forma abrupta. En las laderas orientadas al norte, prosperan los bosques umbríos mientras que el resto es ocupado por matorral intercalado con pastos. Algún pequeño roquedo completa el panorama. Los montes que rodean al macizo, como la discreta sierra del Édramo, son alomados, dando lugar a grandes superficies abiertas. Al fondo, el río corre limpio, flanqueado por un importante bosque de ribera. Durante buena parte del año el clima de la zona es duro por lo que su avifauna durante estos meses no es particularmente llamativa. En primavera y verano, en cambio, pueden ser observadas diferentes especies de interés.

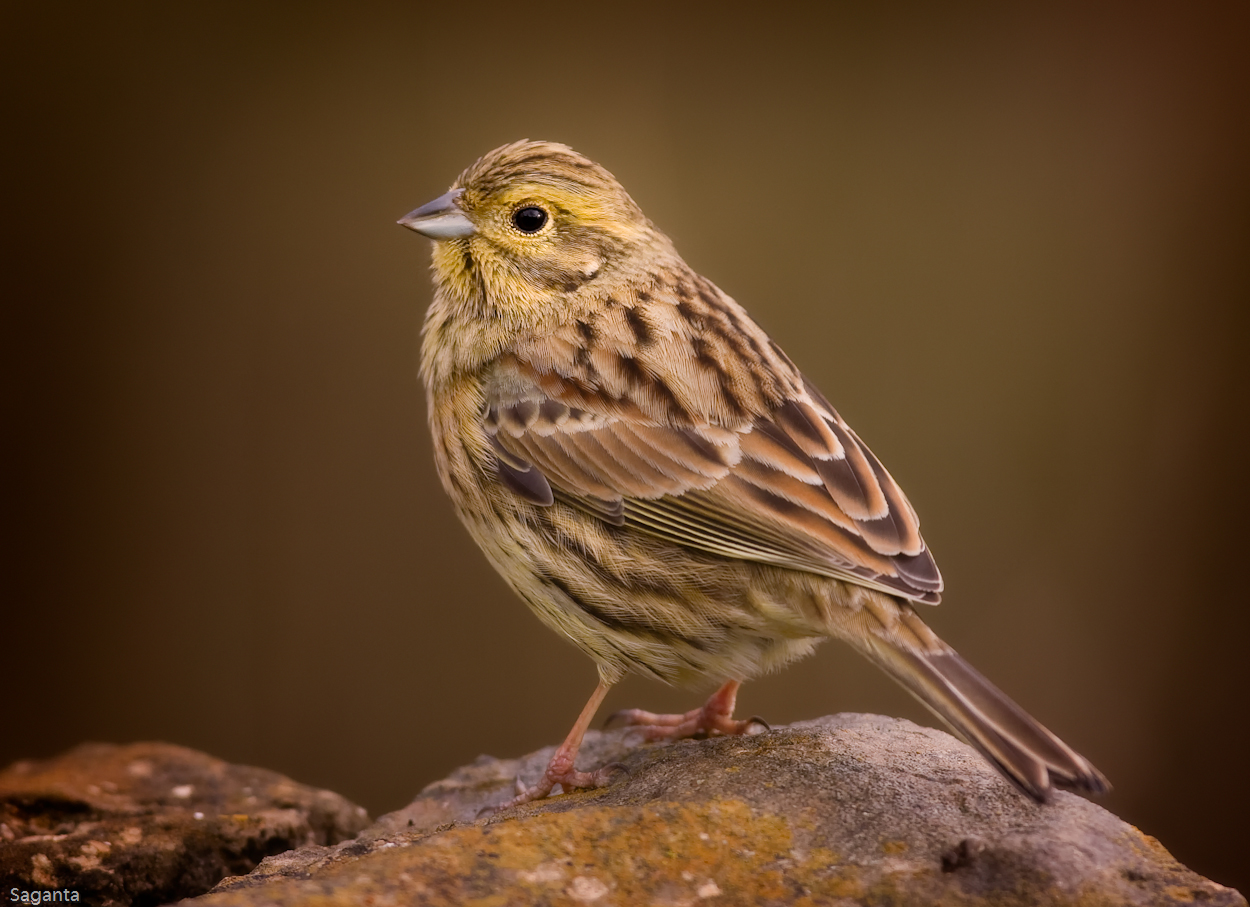
Escribano Soteño - Emberiza cirlus
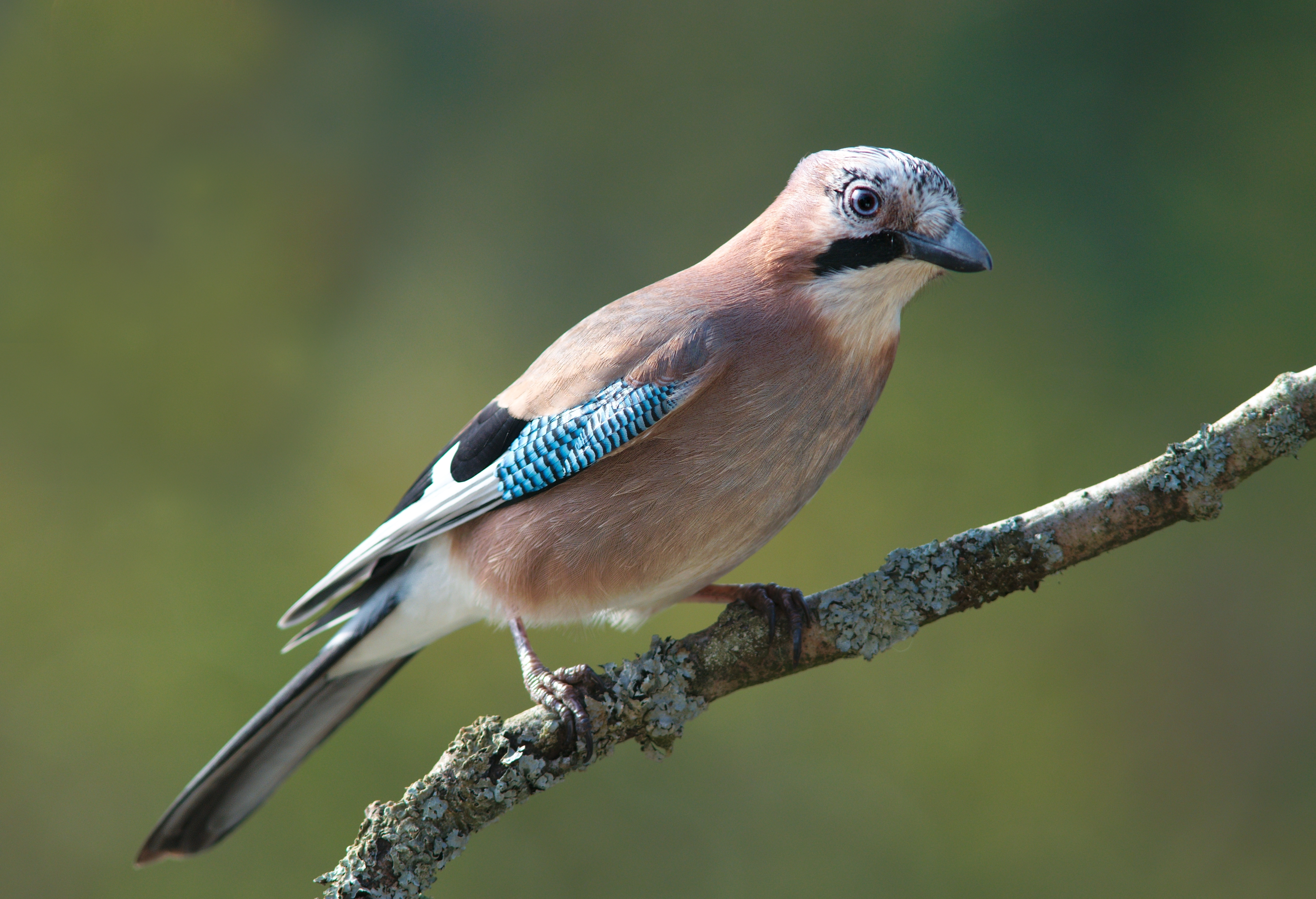
Arrendajo común - Garrulus glandarius
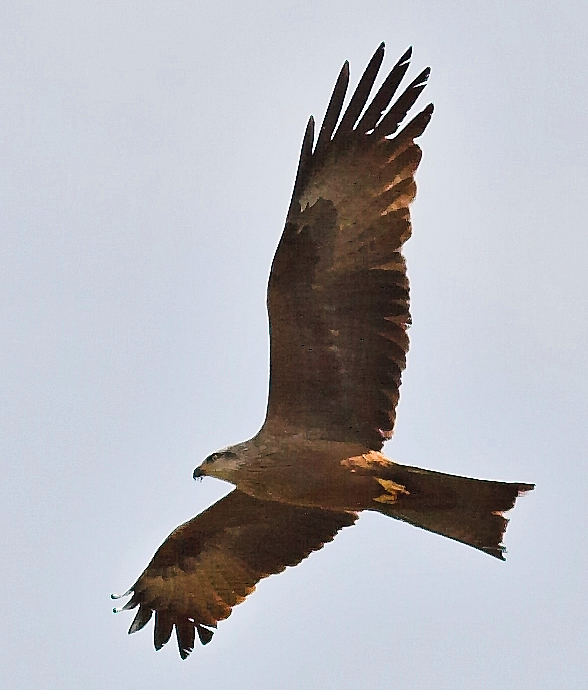
Milano Negro - Milvus migrans
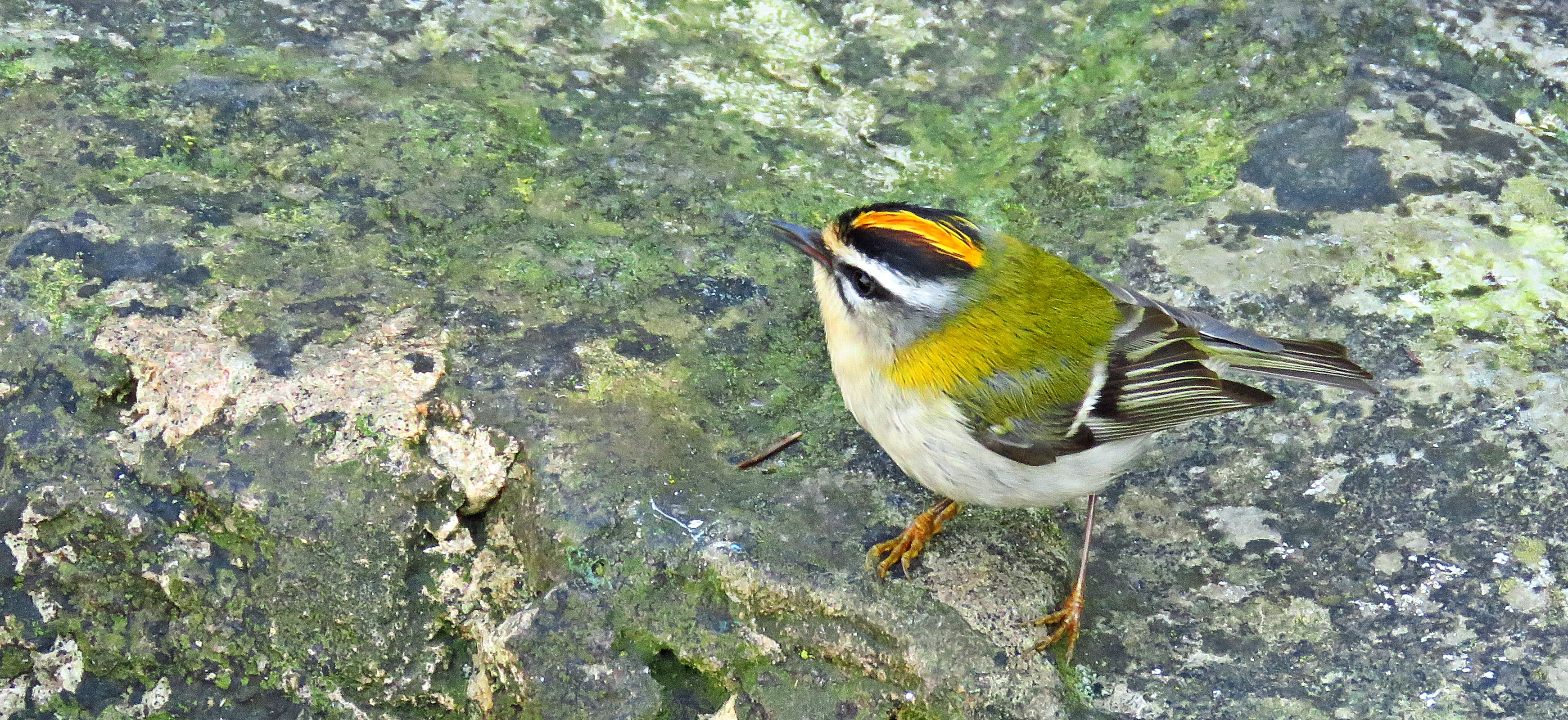
Reyezuelo Listado - Regulus ignicapilla
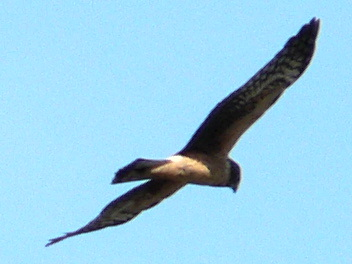
Aguilucho pálido - Circus cyaneus
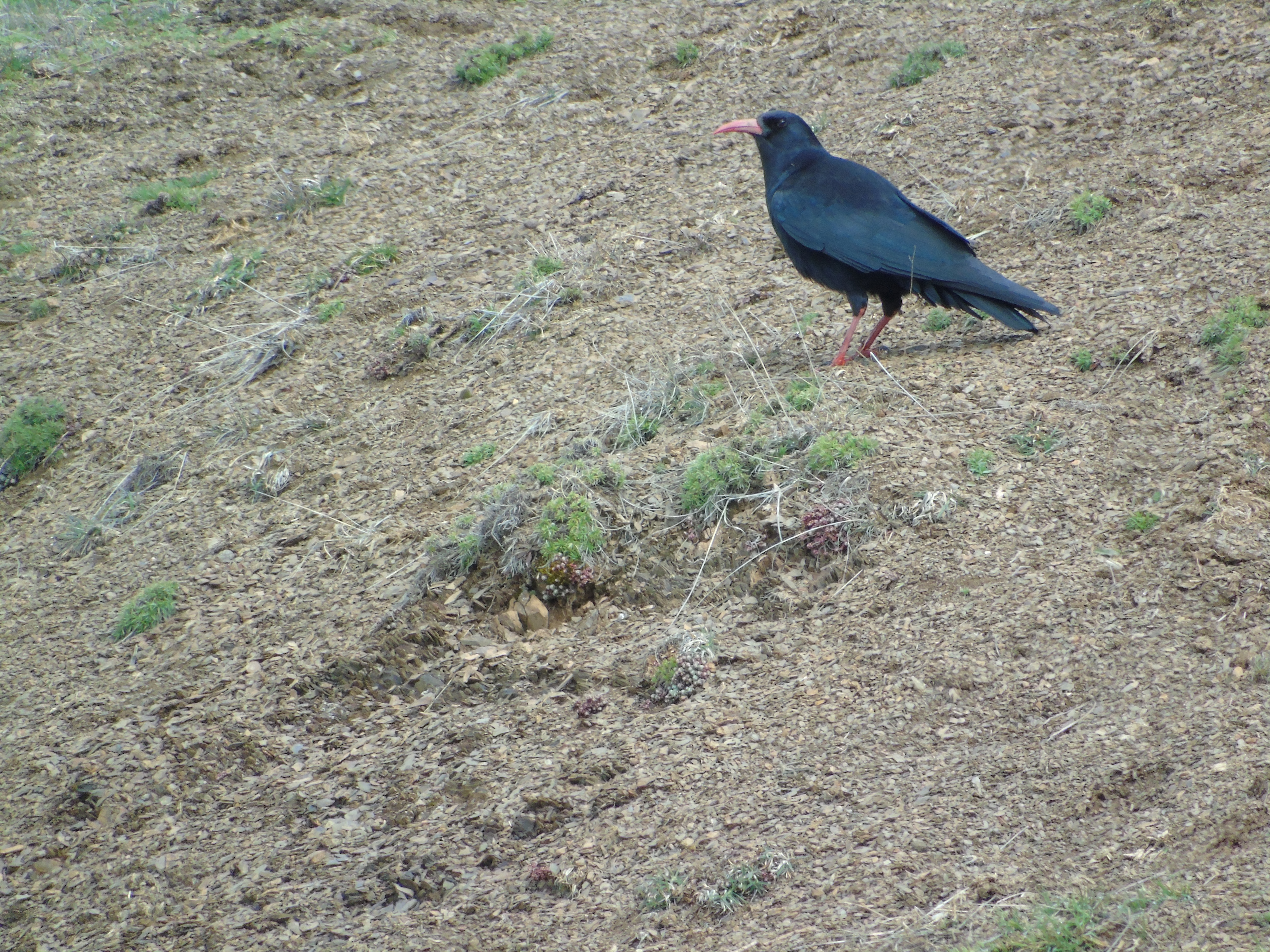
Chova Piquirroja - Pyrrhocorax pyrrhocorax

### Actividades lúdicas
Las rutas que discurren por la sierra del Oribio permiten a los senderistas disfrutar de unas vistas incomparables y encontrar en el recorrido construcciones típicas de la zona, como antiguas alvarizas, utilizadas para proteger las colmenas del mal tiempo y la depredación de los animales. El monte Oribio cuenta también con unos desniveles muy atractivos para los amantes del parapente. Sus vientos de confluencia NE a NW y SW atraen cada año a muchos adeptos de este deporte.
La caza es otra de las actividades que se aferran a la tradición en este lugar; lo que hoy se realiza por deporte y antaño era una necesidad para los habitantes de estas tierras. Las piezas comunes en los parajes de esta sierra son el corzo, el jabalí, la perdiz roja, la liebre, el conejo, la paloma torcaz y la becada.